# Autoritratto con Sir Endymion Porter

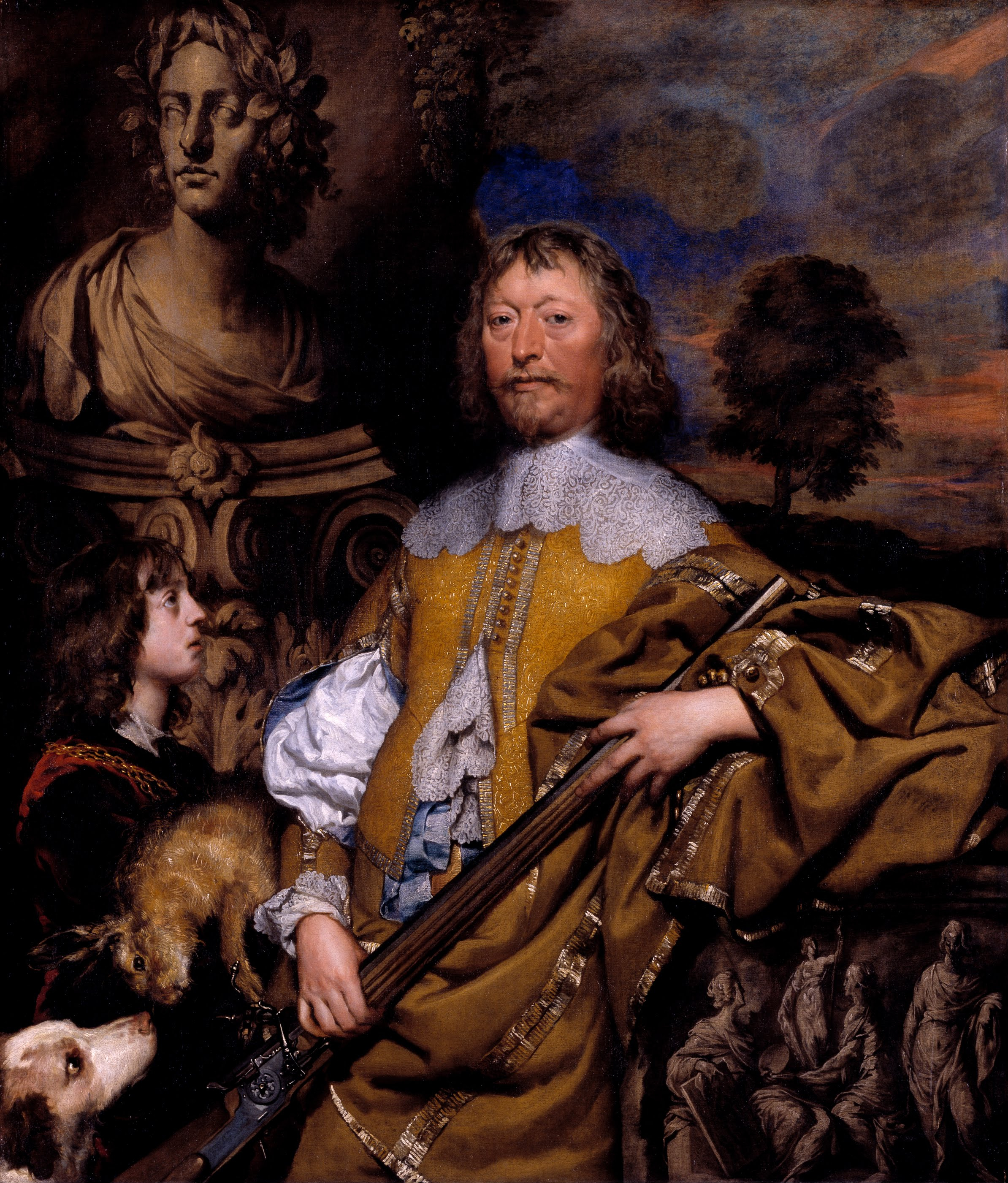
Ritratto di Endymion Porter opera di William Dobson del 1642-45

Questo autoritratto è l'unico di van Dyck in cui l'artista si raffigura con qualcun altro. Questo dimostra quanto van Dyck fosse legato a Endymion Porter, che aveva conosciuto nel 1620, durante il suo primo soggiorno a Londra. Porter era un collaboratore del re ed aiutava il sovrano nell'acquisto di tele di grandi pittori: era stato Porter a concludere l'acquisto della grande collezione d'arte del duca di Mantova da parte di Carlo I. E Porter stesso era un grande appassionato ed un ricco collezionista di opere d'arte. Oltre al rapporto di amicizia con van Dyck, conosceva bene anche Rubens e Orazio Gentileschi.
Quando van Dyck eseguì questa tela aveva circa trentacinque anni, Porter quarantasette.